# Кобецкий, Ромуальд Ильич
Ромуа́льд (Ромиэ́ль) Ильи́ч Кобе́цкий (пол. Romuald Kobecki; 3 декабря 1823, Троки, Литовско-Виленская губерния — 6 апреля 1911, Троки, Виленская губерния) — второй Трокский караимский гахам, надворный советник, профессор Новогрудской гимназии.

## Биография
Караимский род Кобецких происходит из Посволя. В конце XVIII века в Посволе и его окраинах была эпидемия чумы, которая унесла много жизней тамошней караимской общины. Одним из выживших был прадед Ромуальда Кобецкого, который с единственным сыном переехал в Троки.
Ромуальд Кобецкий родился 3 декабря 1823 года в Троках. Обучался в караимском мидраше, по окончании которого поступил в 1-ю Виленскую гимназию. После получения в 1848 году аттестата зрелости, из-за неимения средств для последующего обучения был вынужден преподавать на дому в землевладельческой семье Богдановичей на Витебщине. Только в 1850 году он смог продолжить прерванное обучение. Это были тяжёлые времена в России, после европейской революции 1848 года были изданы постановления, которые усложняли поступление в университет. Но во врачебных отделениях ограничений по количеству студентов не было. В то время своего расцвета достиг Одесский Ришельевский Лицей, на который не распространялась квота. Поэтому Ромуальд Кобецкий вместе со своим коллегой по гимназии и лучшим другом Станиславом Колковским выехал из Вильны в Одессу. В 1850 году он поступил на Камеральный Отдел, в программу которого входили естественные, исторические, экономические науки и иностранные языки. Окончил Лицей Кобецкий в 1853 году с отличием, и, кроме того, Сенатом Лицея был награждён золотой медалью за научный труд на заданную тему по политической экономике: «Значение Новороссийского края в торговле зерном». По возвращении домой, Ромуальд не смог начать свою педагогическую деятельность, потому что в течение двух лет вынужден был ждать получения диплома. Он был первым из караимов, который окончил высшее учебное заведение. Нужно было ожидать появления специального Царского Указа, который бы подтвердил полные права караимов без единых ограничений. И только в 1857 году Кобецкий получил приглашение в Новогрудок, где преподавал в Шляхетском Институте французский язык, в гимназии естественную историю, а по прохождению специального экзамена — польский язык.
В 1863 году Ромуальд Кобецкий получил отставку и в тот же день также был сокращён в Мозыре его друг Станислав Колковский. В ближайшее время и гимназия в Новогрудке была закрыта.
После отставки Виленский Попечительский Совет высоко оценил педагогические достижения и обширные знания Ромуальда Кобецкого. Ему неоднократно предлагали занять должность учителя, если только он выедет из России, но он предпочёл остаться в стране и только благодаря относительно либеральным настроениям в финансовой администрации получил должность старшего помощника надзирателя в 3‑м Ковенском окружном акцизном управлении. В течение длительного времени Ромуальд Кобецкий был единственным в губернии среди сотрудников той службы, кто имел университетский диплом.
В 1894 году Р. И. Кобецкий вышел на пенсию. Акцизным инспектором он работал в следующих городах Ковенщины: Сяды, Тельши, Шавли, Шадов, Кейданы, Видзы, Ракишки. Кобецкий был уважаем и любим в польском обществе, как правило, землевладельческом, с которым, как владелец завода, имел постоянный контакт.
На протяжении всей своей жизни поддерживал близкие отношения со своими соотечественниками, интересовался всеми их делами, часто посещал Троки. Кобецкий сыграл главную роль в жизни не только польских караимов, но и в Крыму, как тот, который своим примером вывел соплеменников на новый путь, путь присоединения к европейской культуре.
В 1902 году, после смерти Б. Каплановского, по просьбе караимов занял должность Трокского гахама. На этом посту Кобецкий занялся организацией караимских школ.
Умер 6 апреля 1911 года и был похоронен на старинном караимском кладбище в Троках.

## Награды
- Орден святого Станислава 3-й степени для нехристиан[6].

## Семья
Отец — Илья Иосифович Кобецкий, также имел детей: Амалию, Батшеву, Иосифа, Юлиана, Анания, Ипполита-Исаака.
Жена — Сосонит Лаврецкая. Дети:
- Иосиф (Иосиф-Ромуальд) Ромуальдович Кобецкий (1861, Троки — 1917, Киев) — горный инженер, профессор прикладной геологии в Киеве[9][10][11].
- Беата Ромуальдовна Кобецкая (1863—1941), была замужем за двоюродным братом Эммануилом Иосифовичем Кобецким (1863—1927), в межвоенное время бывшего вице-председателем Виленской окружной контрольной палаты[10].
- Эмиль Ромуальдович Кобецкий (1868—1943) — в 1889 году окончил Виленскую 1-ю гимназию[3], служил начальником 3-го отдела II департамента Верховной контрольной палаты Польши[10]. Похоронен в Варшаве на Мусульманском кавказском кладбище (надгробие не сохранилось)[12].

### Комментарии
1. ↑  У Б. С. Ельяшевича — Иосифович.